# Beyries
Beyries település Franciaországban, Landes megyében. Lakosainak száma 123 fő (2022. január 1.). Beyries Argelos, Bassercles, Castaignos-Souslens és Sault-de-Navailles községekkel határos.

## Népesség
A település népességének változása:
| Lakosok száma | 83   | 85   | 94   | 93   | 116  | 123  | 128  | 128  | 128  | 123  |
|               | 1968 | 1982 | 1990 | 2006 | 2013 | 2015 | 2017 | 2019 | 2020 | 2022 |